# Szał (singel)
Szał, właśc. Szał/Czas przypływu (numer katalogowy Izabelin Studio: 852 115-2) – pierwszy promocyjny singel albumu Szok’n’Show Edyty Bartosiewicz. Piosenki zostały nagrane w Studio S-4 w Warszawie, a realizacją nagrań zajął się ówczesny mąż piosenkarki – Leszek Kamiński. Muzyka i tekst są autorstwa samej Edyty. Utwór "Szał" to jeden z największych przebojów Bartosiewicz. Skromny projekt graficzny singla wykonali Marta i Łukasz "Thor" Dziubalscy.

## Listy przebojów
Opracowano na podstawie materiału źródłowego.
1. "Szał" (muz., sł. E. Bartosiewicz) – 3:20
2. "Czas przypływu" (muz., sł. E. Bartosiewicz) – 3:49

## Teledysk
Do promocji piosenki "Szał" powstał w 1995 roku teledysk zrealizowany przez Janusza Kołodrubca. Videoclip otrzymał nominację do nagrody Fryderyka, wygrał plebiscyt czytelników magazynu rockowego Brum na najlepsze video 1995 roku.